# Свети Николай (Гръче)
„Свети Николай“ (на гръцки: Αϊ Νικόλας ο Πετρίτης) е средновековна православна църква, разположена в костурското село Гръче (Птелеа), Егейска Македония, Гърция. Църквата е католикон на изчезнал манастир.

## Местоположение
Църквата е разположена на малък хълм източно от Гръче. В близост са развалините на античния град Ватина.

## Описание
Представлява малка византийска еднокорабна каменна църква без притвор с висока полукръгла апсида на изток, като освен нея има и малки ниши за диаконикон и проскомидия. Размерите са 7 m дължина, 4 m ширина и 5 m височина. Покривът е сводест, покрит с каменни плочи, сходен с този на „Свети Стефан“ (IX век) и „Свети Безсребреници“ (XII век) в Костур. Зидарията има керамопластична украса. Ктиторският надпис над западната врата гласи: „ΕΚΤΙΣΘΗ ΕΝ ΕΤΗ ΣΤϠʹΚΕ“, тоест „Изгради се в година 6925 = 1417“. Храмът е опожаряван няколко пъти - от палежи или инциденти.
В 1991 година храмът е обявен за паметник на културата.